# سيف ياباني
السيف الياباني (باليابانية: 日本刀، هيبورن: nihontō) هو واحد من الأسلحة التقليدية في اليابان. هناك عدة أنواع من السيوف اليابانية، وفقا للحجم، مجال الاستخدام، طريقة التصنيع.

## التصنيف

### التصنيف حسب الفترة
ينقسم إنتاج السيوف في اليابان إلى فترات زمنية محددة:
- جوكوتو (上古刀، السيوف القديمة، حتى حوالي 900 م )
- كوتي (古刀، السيوف القديمة من حوالي 900-1596)
- الشنتو (新刀، سيوف جديدة 1596 - 1780)
- شينشينتي (新々刀، سيوف جديدة 1781-1876)
- جندايتو (現代刀، السيوف الحديثة أو المعاصرة 1876 حتى الوقت الحاضر)

### التصنيف حسب الشكل والاستخدام
في العصر الحديث، أكثر أنواع السيوف اليابانية شيوعًا هو شينوجي زوكوري كاتانا، وهو سيف طويل ذو حد واحد وعادة ما يكون منحنيًا يرتديه الساموراي منذ القرن الخامس عشر فصاعدًا. قال المؤرخون الغربيون أن سيف الكاتانا اليابانية كان من بين أفضل الأسلحة في التاريخ العسكري العالمي.
تشمل الأنواع الأخرى من السيوف اليابانية: تسوروجي أو كين ، وهو سيف ذو حدين؛ أوداتشي، تاتشي، وهي أنماط أقدم من سيف طويل ذو حدين؛ واكيزاشي، وهو سيف متوسط الحجم و تانتو وهو سيف أصغر بحجم السكين.

## معرض صور

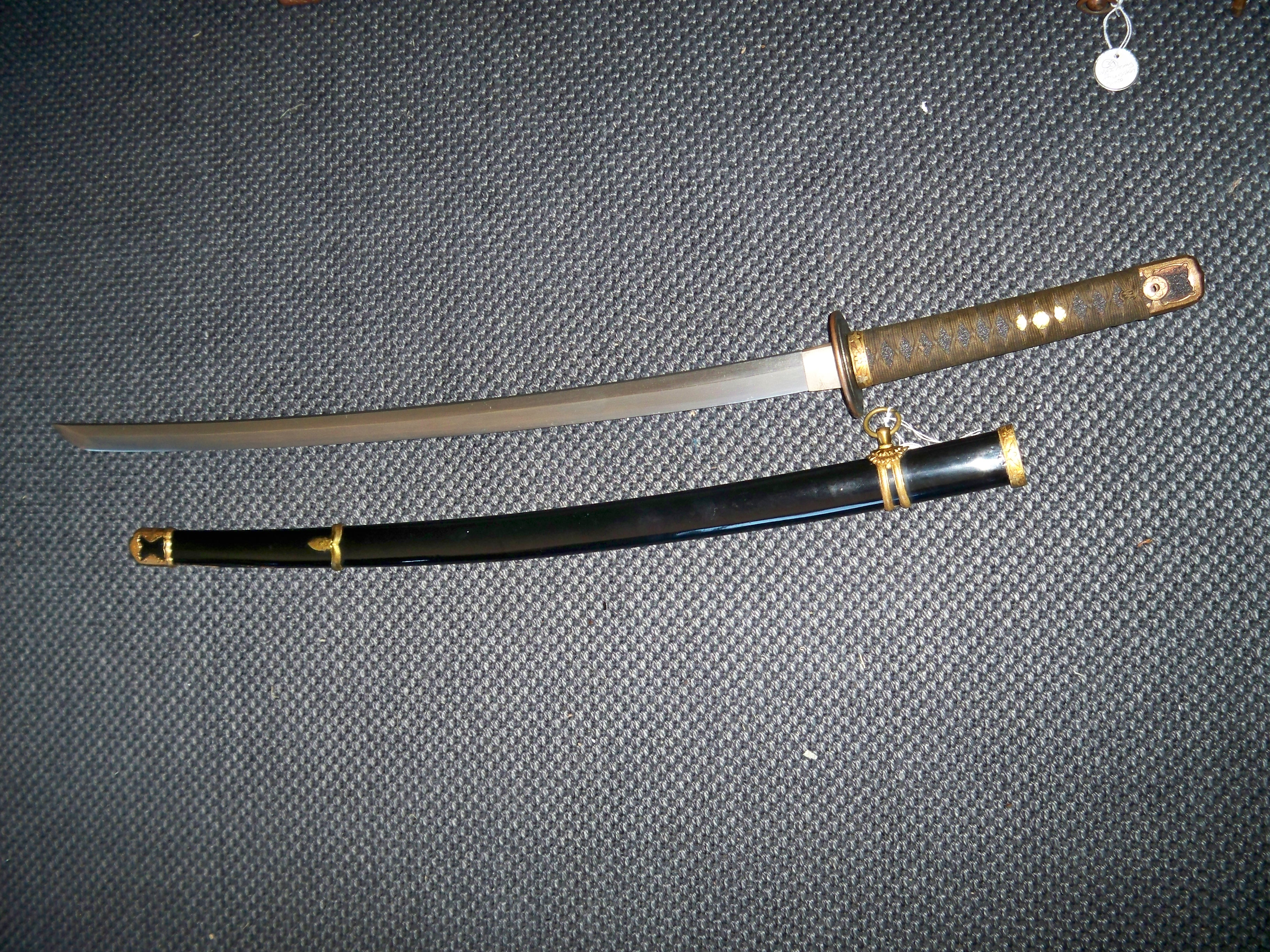
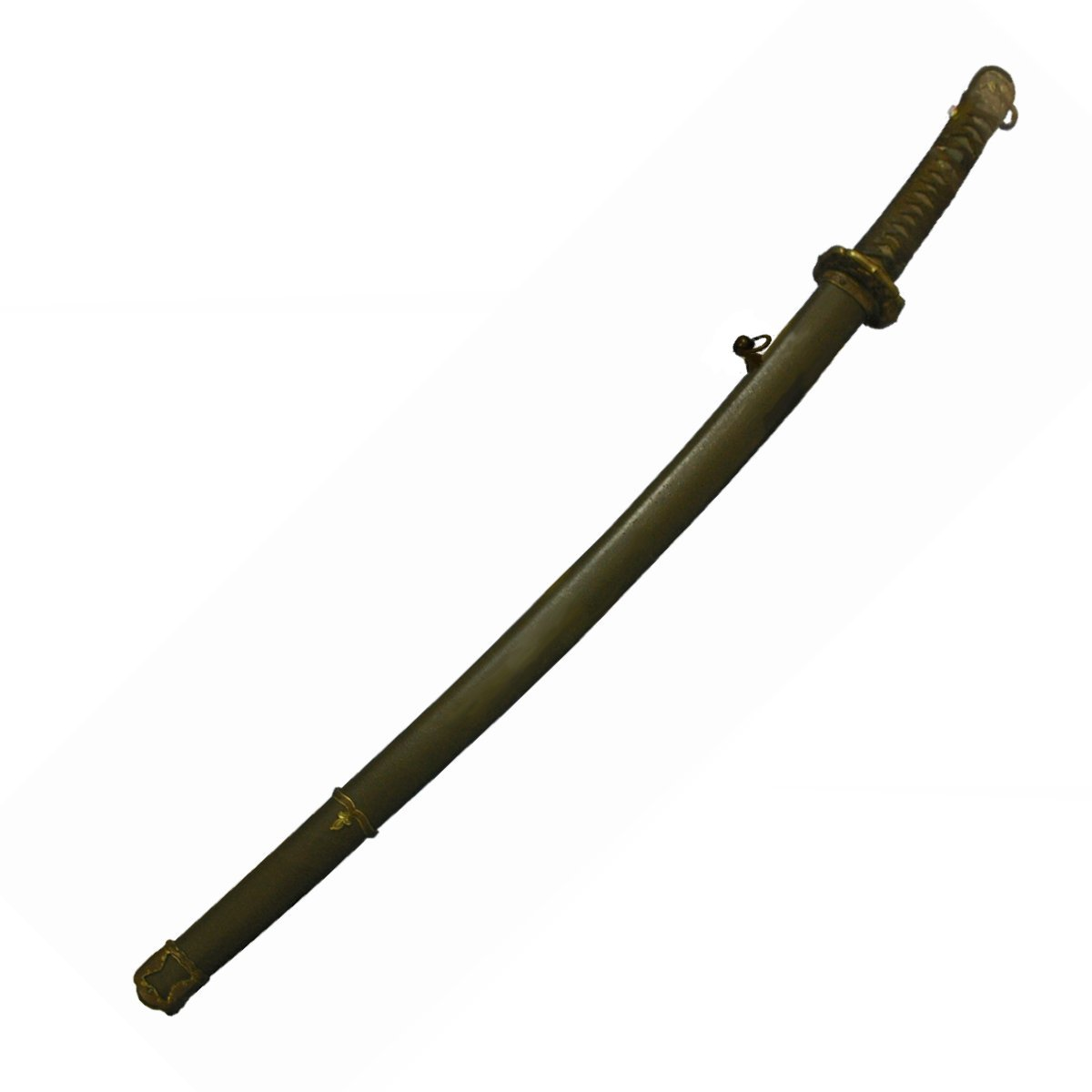
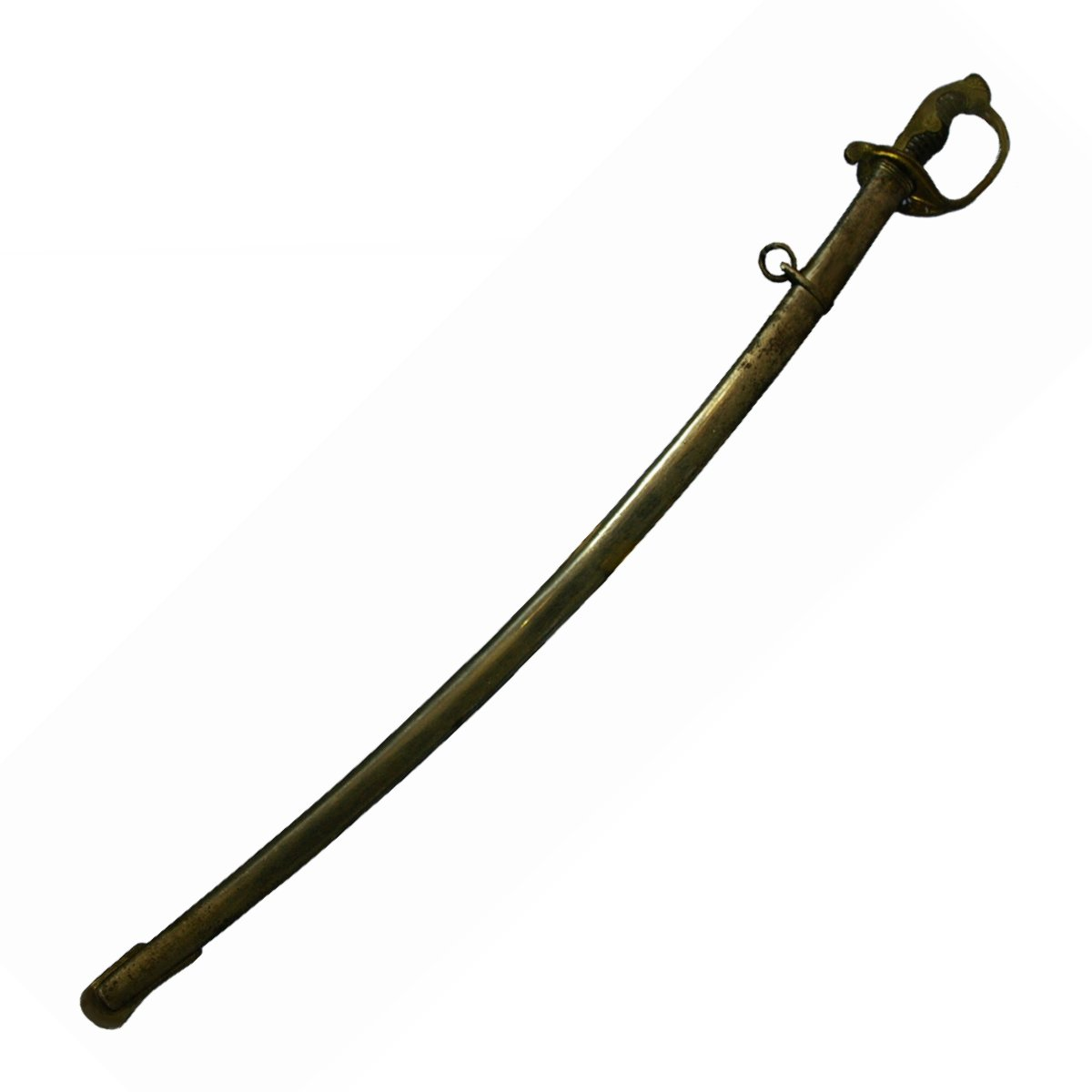
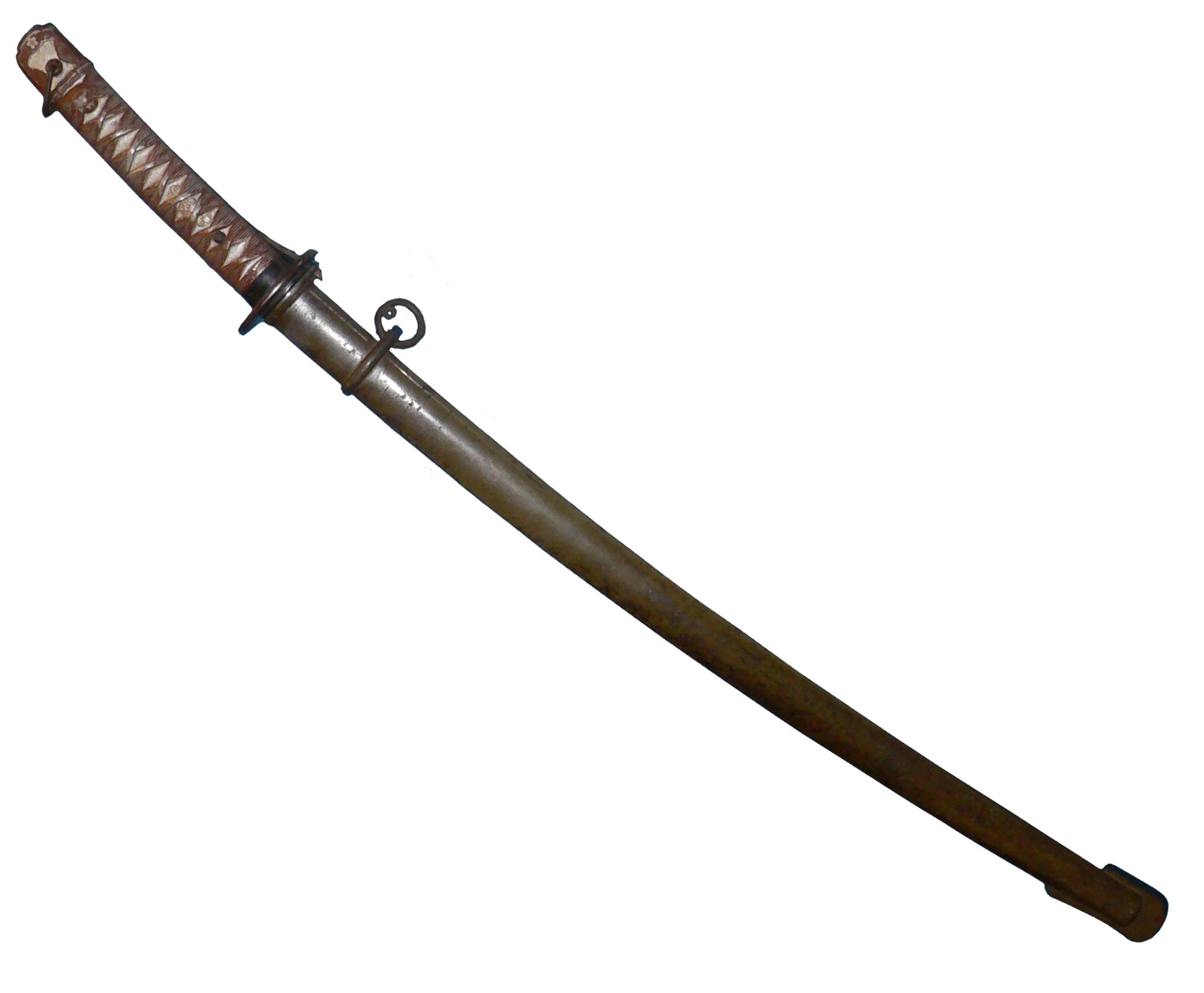